# 6rd

6rd.

6rd (IPv6 Rapid Deployment) est un système permettant de faire transiter des paquets IPv6 sur un réseau IPv4. Il repose sur les mécanismes mis en place pour le 6to4 classique mais diffère notamment par l'utilisation d'un préfixe IPv6 spécifique au fournisseur d'accès (à la place du préfixe global 6to4 2002::/16).
Ce protocole a été mis au point en 2007 par Rémi Després, un des concepteurs de Transpac. Une description ainsi qu'un exemple de déploiement du protocole au sein du FAI Free ont été publiés en janvier 2010 par l'IETF dans la RFC 5569. 
En se basant sur cette publication, le groupe de travail softwires de l'IETF a entrepris l'élaboration des spécifications du protocole en vue de son intégration dans la procédure de normalisation. Ces spécifications ont été publiées le 10 août 2010 dans la RFC 5969.

## Utilisation
En France, le fournisseur d'accès internet Free a été le premier à mettre en place ce système au mois de décembre 2007.
En Suisse, l'opérateur historique Swisscom déploie IPv6 dans son réseau résidentiel avec 6RD en 2011.